# Groxo
Groxo (em inglês, Toad) é um personagem mutante da Marvel, que aparece com maior frequência nas histórias dos X-Men, normalmente como membro da Irmandade de Mutantes. Após o filme, de 2000, o personagem ficou 14 anos sem reaparecer na série fictícia. O personagem aparece ainda em uma série de vídeo games relacionados aos X-Men.

## Personagem
Groxo foi abandonado pelos pais quando pequeno, sendo mal diagnosticado com retardo mental, sofrendo de transtorno depressivo maior. Na série, obedece a figuras paternas como Magneto e tem uma paixão platônica pela Feiticeira Escarlate.